# Cornelius Lott Shear
Cornelius Lott Shear (Coeymans Hollow, New York, 26 de março de 1865 – Los Angeles, 2 de fevereiro de 1956) foi um micologista e patologista de plantas estadunidense. Em 1908 ele criou a American Phytopathological Society. Ele foi o primeiro a descrever a grama Bromus arizonicus.
A abreviatura padrão do autor Shear é usada para indicar essa pessoa como o autor ao citar um nome botânico.